# Sommer-Paralympics 2016/Teilnehmer (Malaysia)
| stlisierte Goldmedaille | stlisierte Silbermedaille | stlisierte Bronzemedaille |
| ----------------------- | ------------------------- | ------------------------- |
| 3                       | —                         | 1                         |

Malaysia entsandte zwei Athletinnen und 17 Athleten zu den Paralympischen Sommerspielen 2016 in Rio de Janeiro,  die in acht Sportarten antraten. Fahnenträger für Malaysia bei der Eröffnungsfeier war der Leichtathlet Abdul Latif Romly.

## Medaillen

### Medaillenspiegel
| Rang   | Sportart       | Gold | Silber | Bronze | Gesamt |
| ------ | -------------- | ---- | ------ | ------ | ------ |
| 1      | Leichtathletik | 3    | 0      | 1      | 4      |
| Gesamt | Gesamt         | 3    | 0      | 1      | 4      |

## Teilnehmer nach Sportart

### Bogenschießen
| Athleten        | Wettbewerb    | Qualifikation | Qualifikation | 1. Runde   | 1. Runde | Achtelfinale  | Achtelfinale  | Viertelfinale | Viertelfinale | Halbfinale    | Halbfinale    | Finale        | Finale        | Rang |
| Athleten        | Wettbewerb    | Ringe         | Rang          | Gegner     | Ergebnis | Gegner        | Ergebnis      | Gegner        | Ergebnis      | Gegner        | Ergebnis      | Gegner        | Ergebnis      | Rang |
| --------------- | ------------- | ------------- | ------------- | ---------- | -------- | ------------- | ------------- | ------------- | ------------- | ------------- | ------------- | ------------- | ------------- | ---- |
| Männer          |               |               |               |            |          |               |               |               |               |               |               |               |               |      |
| Yuhaizam Yahaya | Compound Open | 622           | 30            | H. Nori    | 126:136  | ausgeschieden | ausgeschieden | ausgeschieden | ausgeschieden | ausgeschieden | ausgeschieden | ausgeschieden | ausgeschieden | 17   |
| Hasihin Sanawi  | Recurve Open  | 567           | 25            | P. Sawicki | 0:6      | ausgeschieden | ausgeschieden | ausgeschieden | ausgeschieden | ausgeschieden | ausgeschieden | ausgeschieden | ausgeschieden | 17   |

### Leichtathletik
Laufen
| Athleten                        | Wettbewerb | Vorlauf | Vorlauf | Halbfinale | Halbfinale | Finale        | Finale        | Rang |
| Athleten                        | Wettbewerb | Zeit    | Rang    | Zeit       | Rang       | Zeit          | Rang          | Rang |
| ------------------------------- | ---------- | ------- | ------- | ---------- | ---------- | ------------- | ------------- | ---- |
| Männer                          |            |         |         |            |            |               |               |      |
| Mohamad Faizal Aideal Suhaimi   | 100 m T13  | 11,30 s | 6       | —          | —          | ausgeschieden | ausgeschieden | 11   |
| Mohamad Ridzuan Mohamad Puzi    | 100 m T36  | —       | —       | —          | —          | 12,07 s       | 1             |      |
| Nasharuddin Mohd                | 400 m T20  | 51,75 s | 5       | —          | —          | ausgeschieden | ausgeschieden | 9    |
| Krishna Kumar Hari Das          | 400 m T38  | 59,07 s | 4       | —          | —          | ausgeschieden | ausgeschieden | 9    |
| Frauen                          |            |         |         |            |            |               |               |      |
| Siti Noor Iasah Mohamad Ariffin | 400 m T20  | 58,96 s | 1       | —          | —          | 58,55 s       | 4             | 4    |

Springen und Werfen
| Athleten                        | Wettbewerb      | Finale  | Finale | Rang |
| Athleten                        | Wettbewerb      | Weite   | Rang   | Rang |
| ------------------------------- | --------------- | ------- | ------ | ---- |
| Männer                          |                 |         |        |      |
| Abdul Latif Romly               | Weitsprung T20  | 7,60 m  | 1      |      |
| Mohamad Ridzuan Mohamad Puzi    | Weitsprung T36  | 5,36 m  | 4      | 4    |
| Amir Firdauss Jamaluddin        | Weitsprung T38  | 4,87 m  | 9      | 9    |
| Muhammad Ziyad Zolkefli         | Kugelstoßen F20 | 16,84 m | 1      |      |
| Frauen                          |                 |         |        |      |
| Siti Noor Radiah Ismail         | Weitsprung T20  | 5,20 m  | 3      |      |
| Siti Noor Iasah Mohamad Ariffin | Weitsprung T20  | 4,91 m  | 4      | 4    |

### Powerlifting (Bankdrücken)
| Athleten             | Wettbewerb | Ergebnis | Rang |
| -------------------- | ---------- | -------- | ---- |
| Männer               |            |          |      |
| Jong Yee Khie        | bis 97 kg  | 202 kg   | 7    |
| Mohd Shahmil Md Saad | bis 107 kg | 196 kg   | 8    |

### Radsport

#### Straße
| Athleten                                                 | Wettbewerb         | Zeit         | Rang |
| -------------------------------------------------------- | ------------------ | ------------ | ---- |
| Männer                                                   |                    |              |      |
| Mohd Khairul Hazwan Wahab Pilot: Muhamad Rauf Nur Misbah | Einzelzeitfahren B | 40:06,96 min | 18   |
| Mohd Khairul Hazwan Wahab Pilot: Muhamad Rauf Nur Misbah | Straßenrennen B    | 2:41:52 h    | 14   |

#### Bahn
| Athleten                  | Wettbewerb                | Qualifikation | Qualifikation | Finals        | Finals        | Rang |
| Athleten                  | Wettbewerb                | Zeit          | Rang          | Gegner        | Zeit          | Rang |
| ------------------------- | ------------------------- | ------------- | ------------- | ------------- | ------------- | ---- |
| Männer                    |                           |               |               |               |               |      |
| Muhammad Afiq Afify Rizan | 4000 m Einerverfolgung B  | 4:51,906 min  | 14            | ausgeschieden | ausgeschieden | 14   |
| Muhammad Afiq Afify Rizan | 1000 m Einzelzeitfahren B | —             | —             | —             | DNS           | DNS  |

### Rollstuhltennis
| Athleten         | Wettbewerb | 1. Runde  | 1. Runde | 2. Runde      | 2. Runde      | Achtelfinale  | Achtelfinale  | Viertelfinale | Viertelfinale | Halbfinale    | Halbfinale    | Finale / Platz 3 | Finale / Platz 3 | Rang |
| Athleten         | Wettbewerb | Gegner    | Ergebnis | Gegner        | Ergebnis      | Gegner        | Ergebnis      | Gegner        | Ergebnis      | Gegner        | Ergebnis      | Gegner           | Ergebnis         | Rang |
| ---------------- | ---------- | --------- | -------- | ------------- | ------------- | ------------- | ------------- | ------------- | ------------- | ------------- | ------------- | ---------------- | ---------------- | ---- |
| Männer           |            |           |          |               |               |               |               |               |               |               |               |                  |                  |      |
| Abu Samah Borhan | Einzel     | A. Hewett | 0:6, 1:6 | ausgeschieden | ausgeschieden | ausgeschieden | ausgeschieden | ausgeschieden | ausgeschieden | ausgeschieden | ausgeschieden | ausgeschieden    | ausgeschieden    | 33   |

### Segeln
| Mixed              |                      |       |    |    |
| Al Mustakim Matrin | Einer Kielboot 2.4mR | 131,0 | 14 | 14 |

### Schwimmen
| Athleten    | Wettbewerb            | Vorlauf     | Vorlauf | Finale        | Finale        | Rang |
| Athleten    | Wettbewerb            | Zeit        | Rang    | Zeit          | Rang          | Rang |
| ----------- | --------------------- | ----------- | ------- | ------------- | ------------- | ---- |
| Männer      |                       |             |         |               |               |      |
| Jamery Siga | 50 m Schmetterling S5 | 42,87 s     | 11      | ausgeschieden | ausgeschieden | 11   |
| Jamery Siga | 50 m Freistil S5      | 38,79 s     | 13      | ausgeschieden | ausgeschieden | 13   |
| Jamery Siga | 100 m Freistil S5     | 1:23,44 min | 10      | ausgeschieden | ausgeschieden | 10   |

### Tischtennis
| Athleten      | Wettbewerb | Gruppenphase | Gruppenphase | Achtelfinale  | Achtelfinale  | Viertelfinale | Viertelfinale | Halbfinale    | Halbfinale    | Finale        | Finale        | Rang |
| Athleten      | Wettbewerb | Gegner       | Erg.         | Gegner        | Erg.          | Gegner        | Erg.          | Gegner        | Erg.          | Gegner        | Erg.          | Rang |
| ------------- | ---------- | ------------ | ------------ | ------------- | ------------- | ------------- | ------------- | ------------- | ------------- | ------------- | ------------- | ---- |
| Männer        |            |              |              |               |               |               |               |               |               |               |               |      |
| Mohamad Bakar | Einzel C10 | M. Boheas    | 1:3          | ausgeschieden | ausgeschieden | ausgeschieden | ausgeschieden | ausgeschieden | ausgeschieden | ausgeschieden | ausgeschieden | 11   |
| Mohamad Bakar | Einzel C10 | Ge Yang      | 0:3          | ausgeschieden | ausgeschieden | ausgeschieden | ausgeschieden | ausgeschieden | ausgeschieden | ausgeschieden | ausgeschieden | 11   |